# Ghostbusters 2
Ghostbusters 2 (engelska: Ghostbusters II) är en amerikansk film från 1989 i regi av Ivan Reitman. Den hade biopremiär i USA den 16 juni 1989.

## Handling
När Peter, Egon och Ray hittar en enorm flod av slem med övernaturlig energi i Manhattans kloaksystem så börjar de ana oråd. När de dessutom upptäcker att floden rinner till stadens museum där det hänger en tavla föreställande en gammal tyrann förstår de att detta är ett jobb för Ghostbusters.

## Om filmen

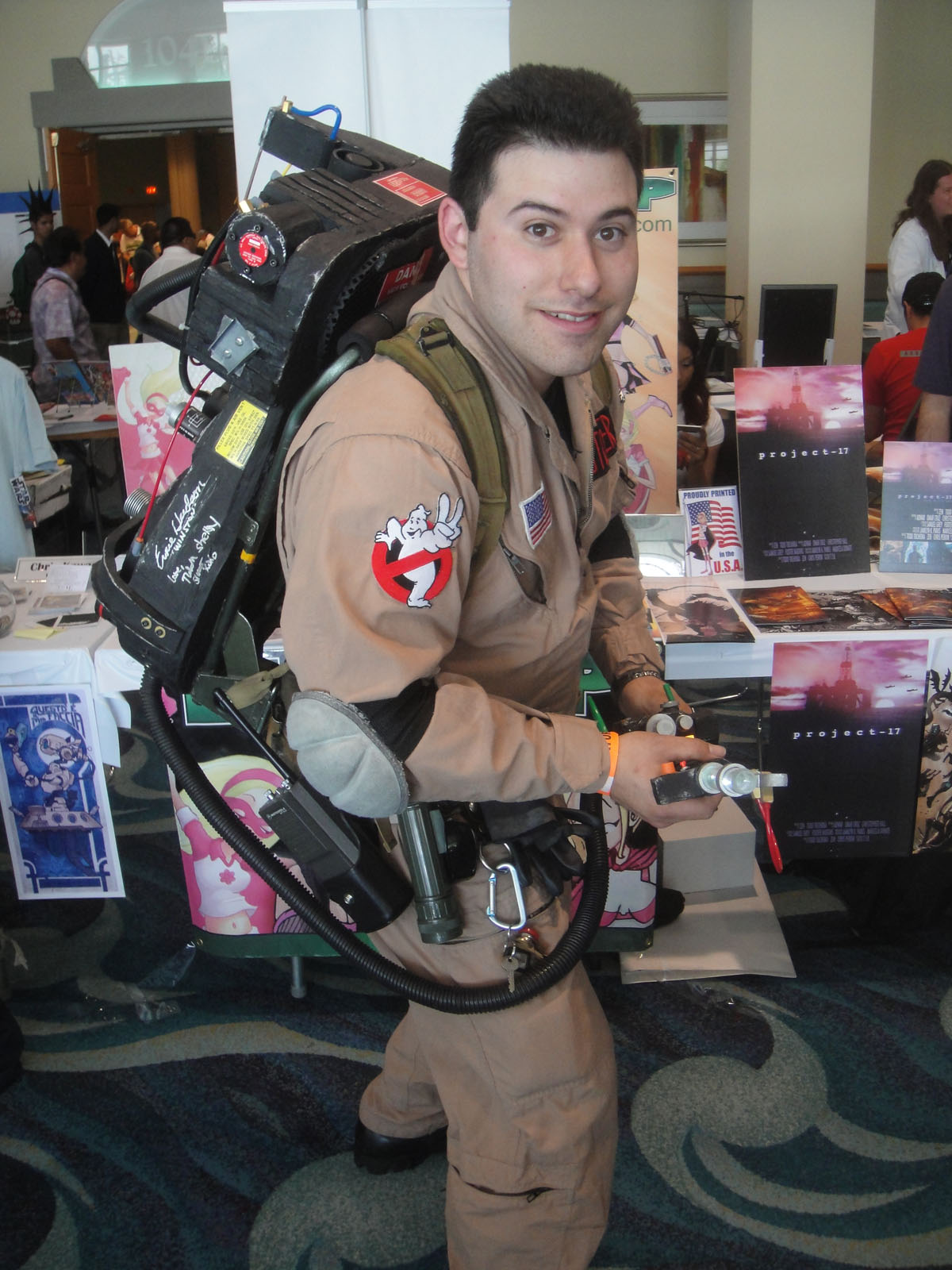
En person utklädd till en Ghostbuster

- Filmen hade Sverigepremiär 23 februari 1990[2] på biograferna Rigoletto, Rival, Draken, och Sergel-Teatern i Stockholm.

- En serietidningsversion av The Real Ghostbusters baserad på filmen gavs ut av NOW Comics.

## Rollista (i urval)
| Bill Murray       | – Dr. Peter Venkman          |
| Dan Aykroyd       | – Dr. Ray Stantz             |
| Sigourney Weaver  | – Dana Barrett               |
| Harold Ramis      | – Dr. Egon Spengler          |
| Rick Moranis      | – Louis Tully                |
| Ernie Hudson      | – Winston Zeddemore          |
| Annie Potts       | – Janine Melnitz             |
| Peter MacNicol    | – Dr. Janosz Poha            |
| Janet Margolin    | – Åklagaren                  |
| Cheech Marin      | – Hamnförman                 |
| Philip Baker Hall | – Polischef                  |
| Max von Sydow     | – Vigo the Carpathian (röst) |

### Fotnoter
1. ↑  ”Ghostbusters II” (på engelska). Box Office Mojo. 16 juni 1989. http://www.boxofficemojo.com/movies/?id=ghostbusters2.htm. Läst 4 september 2016.
2. ↑  ”Ghostbusters II”. Svensk filmdatabas. 23 februari 1990. http://sfi.se/sv/svensk-filmdatabas/Item/?itemid=17410&type=MOVIE&iv=Basic&ref=/templates/SwedishFilmSearchResult.aspx?id%3d1225%26epslanguage%3dsv%26searchword%3dGhostbusters+II%26type%3dMovieTitle%26match%3dBegin%26page%3d1%26prom%3dFalse. Läst 4 september 2016.